# Oued Sebt
Pour les articles homonymes, voir Oued Sebt (Sétif).
 (novembre 2015).
Si vous disposez d'ouvrages ou d'articles de référence ou si vous connaissez des sites web de qualité traitant du thème abordé ici, merci de compléter l'article en donnant les références utiles à sa vérifiabilité et en les liant à la section « Notes et références ».
Oued Sebt (aussi appelé Sebt Lekdim) est une petite rivière situé entre la ville de Draâ Ben Khedda et Boukhalfa (Wilaya de Tizi Ouzou).